# Festival de Cine de Middleburg
El Festival de Cine de Middleburg es un evento de cine que ofrece 4 días de películas en un entorno espectacular en Virginia a tan solo una hora de Washington D. C. Ofrece una selección curada de películas independientes, que incluyen cortometrajes, largometrajes y documentales. 
A menudo atrae a cineastas, profesionales de la industria y entusiastas del cine. El festival ofrece una plataforma para que los cineastas presenten su trabajo e interactúen con el público a través de sesiones de preguntas, respuestas y paneles de discusión con cineastas, actores y otros invitados especiales de renombre mundial.
En efecto, un evento cultural que incluye una selección cuidadosamente seleccionada de películas narrativas y documentales que se proyectan en un teatro y entorno íntimo. Las películas incluyen las favoritas de los festivales, estrenos mundiales y regionales, películas extranjeras de primer nivel y aspirantes a los Premios Óscar.
El Festival de Cine de Middleburg (Virginia)tiende a centrarse en presentar cine de calidad y se ha ganado la reputación de presentar películas que a menudo reciben elogios de la crítica y premios.